# Ligne Barrie
La ligne de Barrie est une des sept lignes de train de banlieue du réseau GO Transit à Toronto en Ontario. Son terminus sud est à la Gare Union de Toronto, et son terminus nord se trouve à Barrie.
Elle s'étend sur environ 100 Km et le trajet dure 1h45. 

## Gares
- Union Station
- York University
- Rutherford
- Maple
- King City
- Aurora
- Newmarket
- East Gwillimbury
- Bradford
- Barrie South
- Allandale-Waterfront